# Diga di Sille
La diga di Sille è una diga della Turchia. Si trova nella provincia di Konya.